# Акжал (золотий рудник)
Акжал (золотий рудник) – виробничий майданчик на сході Казахстану, який провадить розробку однойменного золотого родовища.
Акжал ввели в розробку у 1910 році. Облаштування родовища включало фабрику з вилучення золота, здатну щодобово переробляти 400 тон руди. Видобуток останньої вели підземним способом, при цьому до 1914-го спорудили 8 шахт глибиною до 150 метрів, а всього за наступні кілька десятиліть на Акжалі пройшли біля дев’яти десятків шахтних виробіток. В 1947-му дрібні шахти закрили і залишили в роботі лише чотири.
Станом на 1944 рік видобуток знизився до 98 кг золота на рік, а в 1957-му промислова розробка Акжалу припинилась. На цей момент з родовища вилучили біля 8 тон золота, а глибина розробки головної жили досягнула 252 метрів. В подальшому роботи на відпрацьованому родовищі могла вести старательська артіль «Горняк».
В 2010-му на Акжалі запустили установку кучкового вилуговування річною потужністю 300 тисяч тон руди.
В 2021 році АТ «Акжал Голд Ресорсіз» придбала ТОО «Артель старателей «Горняк» з метою ведення діяльності по розробці Акжалу. Є плани розробки родовища із поставкою до 250 тисяч тон руди для збагачення на Білоусівській фабриці, що до 2020-го працювала із мідно-цинковими рудами. 